# John Leslie Mackie
John Leslie Mackie (Sydney, 28 agosto 1917 – Oxford, 12 dicembre 1981) è stato un filosofo australiano.
Autore di vasti interessi, si è occupato nelle sue opere di storia della filosofia, epistemologia, logica, filosofia della scienza, filosofia della religione e filosofia morale. I suoi contributi più importanti riguardano proprio quest'ultima disciplina, e si trovano in larga parte esposti nell'opera del 1977 Ethics. Inventing Right and Wrong. Il suo pensiero è particolarmente influenzato da quello di David Hume, ma si possono anche citare come punti di riferimento John Locke, il filosofo e antropologo finlandese Edvard Westermarck e lo zoologo britannico Richard Dawkins.

## Biografia
Nato a Sydney nel 1917 dove frequenterà l'università, Mackie appartiene a quella generazione di studenti che saranno conosciuti in Australia col nomignolo di 'andersoniani', perché formatisi nell'alveo dell'insegnamento libertario e anti-autoritario di John Anderson, Challis Professor di filosofia all'università di Sydney.
La prima fase degli studi universitari di Mackie cominciati nel 1935 lo vede impegnato nei campi della matematica, delle lettere classiche e della filosofia. Nel 1938, si trasferisce a Oxford presso l'Oriel College. Durante il secondo conflitto mondiale Mackie presta servizio nell'esercito del Commonwealth, sospendendo così i suoi studi. Successivamente tornerà a Sydney dove ha inizio la sua carriera di insegnamento, che prosegue successivamente in Nuova Zelanda, a Otago, e poi in Inghilterra, prima a York e in seguito a Oxford, dove si trasferisce definitivamente nel 1967. Morirà di cancro il 12 gennaio 1981, poco prima di pubblicare la sua ultima opera, The Miracle of Theism.

## La teoria dell'errore
Mackie è particolarmente conosciuto per la sua speculazione metaetica contenuta nel primo capitolo di Ethics. Inventing Right and Wrong. Qui, Mackie affronta la questione dell'oggettività dei valori morali, difendendo a proposito una posizione definita da lui stesso scetticismo morale, ma che sarebbe forse meglio denominare, per rispettare le classificazioni delle teorie filosofiche in uso, nichilismo morale. L'argomentazione di Mackie asserisce che "non esistono valori oggettivi" ed ha pertanto un taglio chiaramente ontologico, non riconducibile a una mera presa di posizione sulle nostre possibilità di conoscere natura e oggetto dei valori morali.
L'importanza della questione dell'oggettività dei valori risiede secondo Mackie nella natura stessa dei giudizi morali. Rifiutando analisi di tipo emotivista e naturalista Mackie difende infatti un approccio cognitivista: gli enunciati morali non sono infatti riconducibili alla semplice espressione di sentimenti soggettivi, o alla descrizione di qualcosa, ma si appellano invece a supposti valori morali oggettivi e prescrittivi.
Questi valori tuttavia non esistono, come Mackie cerca di provare attraverso due argomenti. Il primo di questi, l'argomento della relatività dei valori morali, non è altro che una riformulazione coincisa dei vecchi argomenti in favore del relativismo morale. Il secondo, l'argomento della stranezza, sostiene invece che sia possibile, per il principio dell'economia postulatoria negare l'esistenza di valori morali oggettivi. Questi, dovendo essere in qualche grado prescrittivi, sarebbero sicuramente enti, qualità o relazioni ontologicamente ed epistemologicamente di tipo eccentrico se valutati nel contesto naturalistico della nostra attuale concezione del mondo. Dal momento invece che possiamo spiegare la rivendicazione di oggettività insita nei nostri giudizi morali in chiave puramente naturale, per il principio della lex parsimoniae possiamo fare a meno di essi.
Dato che i giudizi etici necessitano di valori oggettivi per validare o invalidare il loro contenuto, e questi ultimi non esistono, ne consegue secondo Mackie che gli enunciati morali sono tutti falsi: la sua è per questo motivo denominata una teoria dell'errore. Come è possibile un risultato così paradossale? Secondo Mackie il paradosso può essere sciolto se si pensa alle possibilità di spiegare in chiave naturale la rivendicazione di oggettività propria nei nostri giudizi morali. Il fenomeno tramite cui noi arriviamo a pensare i valori come oggettivi è qualcosa di simile a quello descritto da David Hume a proposito del meccanismo proiettivistico che ci porta a formarci l'idea di connessione necessaria. La nostra mente, naturalmente incline "a espandersi sugli oggetti esterni" commetterebbe in questo caso qualcosa di analogo alla fallacia patetica, scambiando i propri sentimenti nei confronti di una cosa come una proprietà intrinseca di quella stessa cosa. Le cause di questo meccanismo proiettivistico risiederebbero secondo Mackie nella funzione stessa della morale. Questa non sarebbe nient'altro che un meccanismo di regolamentazione sociale, la cui genesi convenzionale può essere ricostruita attraverso forme di analisi sociologiche ed evolutive.

## La teoria morale basata sui diritti
Difensore della separatezza del piano metaetico della morale da quello pratico, Mackie si è occupato nella sua opera principale e in svariati articoli successivi anche di questioni normative. Su questo versante è da ricordare la sua tesi riguardo alla superiorità della categoria dei diritti rispetto a quella dei doveri e degli scopi, che coincide con un rigetto di soluzioni pratiche che si affidino esclusivamente a principi consequenzialisti o deontologici. I diritti, intesi da Mackie come diritti morali e non come diritti giuridici o diritti naturali dell'uomo, sono in grado di superare i difetti insiti nelle nozioni di dovere e di scopo, senza che queste ultime siano escluse dal discorso morale. Ma, soprattutto, soltanto attraverso i diritti è possibile costruire e difendere una morale che sia a misura d'uomo, che sia ovvero capace di essere contemporaneamente appetibile e realizzabile nel concreto. Secondo Mackie la condizione umana è infatti caratterizzata da una scarsità di risorse e da forme di altruismo legate principalmente a moventi di tipo autoreferenziale. La morale "in senso stretto" nasce proprio come dispositivo volto ad evitare i conflitti tra le varie istanze singolari e a promuovere la cooperazione laddove questa sia possibile, e dovrebbe lasciare agli individui la capacità di determinare il contenuto del proprio ideale di vita buona, ciò che Mackie chiama morale "in senso lato".

## La filosofia della religione
L'ultima opera di Mackie, The Miracle of Theism, è una strutturata difesa dell'ateismo. L'argomento definitivo a sostegno di questa posizione risiede, secondo Mackie, nello scoglio insorpassabile che il problema del male pone di fronte a tutte le principali religioni monoteistiche. Mackie è fortemente critico nei confronti di ogni teodicea, e in questa opera fornisce svariati argomenti in supporto all'idea che non basti spiegare il problema del male alla luce del libero arbitrio, poiché questo, di fronte all'onnipotenza divina teorizzata dai teologi, non sarebbe stato incompatibile con il dono della perfezione morale.

## Opere in lingua originale
- 1973, Truth, Probability, and Paradox, Oxford University Press, Oxford ISBN 0-19-824402-9.
- 1974, The Cement of the Universe: A Study of Causation, Oxford University Press, Oxford ISBN 0-19-824642-0.
- 1976, Problems from Locke, Oxford University Press, Oxford, ISBN 0-19-824555-6.
- 1977, Ethics: Inventing Right and Wrong, Penguin Books, London ISBN 0-14-013558-8.
- 1980, Hume's Moral Theory, Routledge Keegan & Paul, London ISBN 0-7100-0525-3.
- 1982, The Miracle of Theism: Arguments for and Against the Existence of God, Oxford University Press, Oxford ISBN 0-19-824682-X.
- 1985, Logic and Knowledge: Selected Papers, Volume I, Oxford University Press, ISBN 0-19-824679-X.
- 1985, Persons and Values: Selected Papers, Volume II, Oxford University Press, ISBN 0-19-824678-1.

## Opere tradotte in italiano
- Etica. Inventare il giusto e l'ingiusto, Giappichelli, Torino, 2001